# 1996
1996 (MCMXCVI) je bilo prestopno leto, ki se je po gregorijanskem koledarju začelo na ponedeljek. Organizacija združenih narodov je 1996 razglasila za Mednarodno leto za odpravo revščine.

## Dogodki

### Januar – junij
- 8. januar – tovorno letalo družbe Air Africa strmoglavi na tržnico v zairski prestolnici Kinšasa, pri čemer umre okrog 300 ljudi.
- 29. januar – podtaknjen požar popolnoma uniči beneško operno hišo La Fenice.
- 31. januar – v terorističnem napadu Tamilskih tigrov na poslopje centralne banke v Colombu na Šrilanki umre 91 ljudi, več kot 1000 je ranjenih.
- 8. februar – z eksplozijo bombe v londonskem okrožju Canary Wharf se konča prekinitev vojaških aktivnosti, ki jo je leta 1994 razglasila Začasna Irska republikanska armada.
- 9. februar – raziskovalci v centru za raziskave težkih ionov v nemškem Darmstadtu prvič sintetizirajo kemični element kopernicij.
- 10. februar – IBM-ov superračunalnik Deep Blue zmaga v prvi partiji dvoboja proti šahovskemu prvaku Gariju Kasparovu (dvoboj kasneje osvoji Kasparov).
- 27. februar – podjetje Nintendo izda prvo videoigro Pokémon, katere koncept v naslednjih letih spremeni v uspešno medijsko franšizo.
- 29. februar – vlada Bosne in Hercegovine uradno razglasi, da je obleganje Sarajeva končano.
- 3. marec –  José María Aznar postane ministrski predsednik Španije.
- 20. marec – britanska vlada oznani, da se goveja spongiformna encefalopatija (BSE oz. »bolezen norih krav«) verjetno prenaša tudi na ljudi, zaradi česar Evropska unija sprejme prepoved izvoza britanske govedine.
- 3. april
  - FBI po skoraj 20 letih iskanja aretira Teda Kaczynskega, zloglasnega Unabomberja, ki je v protest proti uničevanju okolja v teh letih poslal 16 pisemskih bomb na različne naslove.
  - med približevanjem dubrovniškemu letališču strmoglavi potniško letalo ameriškega vojnega letalstva z ameriškim ministrom za trgovino in še 34 potniki ter člani posadke na krovu.
- 11. april – Izrael prične z operacijo Sadovi jeze, povračilno akcijo za napade pripadnikov Hezbolaha, v sklopu katere izvede močno obstreljevanje ciljev v Libanonu.
- 18. april – operacija Sadovi jeze: med obstreljevanjem vasi Kana v Libanonu umre 106 civilistov ko izraelski izstrelki zadenejo oporišče Združenih narodov.
- 21. april – levosredinska koalicija Oljka pod vodstvom Romana Prodija osvoji večino na parlamentarnih volitvah v Italiji.
- 23. maj – Šved Göran Kropp opravi solo vzpon na Mount Everest brez dodatnega kisika, po tistem ko je prikolesaril do gore iz Švedske.
- 27. maj – prva čečenska vojna: ruski predsednik Boris Jelcin se prvič sestane s čečenskimi uporniki in se z njimi dogovori za premirje, a vojaške aktivnosti obeh strani se ne ustavijo.
- 6. junij – prva preskusna izstrelitev evropske nosilne rakete Ariane 5 v Francoski Gvajani spodleti, ko raketa 40 sekund po vzletu eksplodira.
- 8.–30. junij – Evropsko prvenstvo v nogometu se konča z zmago nemške reprezentance.

### Julij – december
- 5. julij – v Roslinovem inštitutu na Škotskem se skoti ovca Dolly, prvi sesalec kloniran iz odrasle celice.
- 19. julij – 
  - predsednik Republike srbske Radovan Karadžić odstopi z javnih funkcij zaradi obtožnice za vojne zločine med vojno v Bosni in Hercegovini.
  - v ameriškem mestu Atlanta se začnejo 26. poletne olimpijske igre.
- 6. avgust – NASA oznani, da so na meteoritu ALH 84001 z Marsa našli mikroskopske sledove živih bitij.
- 10. september – Organizacija združenih narodov sprejme dogovor o splošni prepovedi jedrskih preskusov (do leta 2012 še ni v veljavi, saj ga niso podpisale ali ratificirale vse takratne jedrske sile kot je pogoj).
- 13. september – Alija Izetbegović postane prvi povojni predsednik Bosne in Hercegovine.
- 25. september – na Irskem je zaprt zadnji »magdalenski dom«.
- 27. september – Talibani prevzamejo oblast v Afganistanu.
- 3. november – druge državnozborske volitve v samostojni Sloveniji, največ poslanskih mandatov osvoji Liberalna demokracija Slovenije.
- 5. november – pakistanski predsednik Faruk Legari odstavi vlado Benazir Buto zaradi številnih obtožb o korupciji.
- 7. november – 
  - med divjanjem ciklona, ki prizadene indijsko zvezno državo Andra Pradeš, umre preko 2000 ljudi, uničen je tudi skoraj ves pridelek.
  - NASA izstreli sondo Mars Global Surveyor.
- 7. december – raketoplan Columbia zaključi najdaljšo odpravo ameriškega programa raketoplanov, sedemnajstdnevno STS-80.
- 29. december – predstavniki vlade in protivladnih upornikov v Gvatemali podpišejo sporazum, s katerim končajo 36 let trajajočo državljansko vojno.

## Rojstva
- 8. oktober – Sara Takanaši, japonska smučarska skakalka

## Smrti
- 8. januar – François Mitterrand, francoski politik (* 1916)
- 28. januar – Josip Aleksandrovič Brodski, rusko-ameriški pisatelj, nobelovec (* 1940)
- 5. februar – Roberto Raviola - Magnus, italijanski stripar (* 1939)
- 13. marec – Krzysztof Kieślowski, poljski režiser in scenarist (* 1941)
- 17. marec – René Clément, francoski režiser in scenarist (* 1913)
- 18. marec – Odiseas Elitis, grški pesnik, nobelovec (* 1911)
- 28. marec – André Lefevere, belgijski teoretik prevodoslovja, jezikoslovec in prevajalec (* 1945)
- 6. april – Greer Garson, britanska igralka (* 1904)
- 11. maj – Nnamdi Azikiwe, nigerijski politik (* 1904)
- 31. maj – Timothy Leary, ameriški psiholog in pisatelj (* 1920)
- 6. junij – George Davis Snell, ameriški genetik, nobelovec (* 1903)
- 15. junij – Ella Fitzgerald, ameriška jazzovska pevka (* 1917)
- 17. junij – Thomas Samuel Kuhn, ameriški filozof (* 1922)
- 17. julij – Bratko Kreft, slovenski dramatik, pripovednik, literarni in gledališki zgodovinar ter režiser (* 1905)
- 30. julij – Claudette Colbert, ameriška igralka (* 1903)
- 1. avgust – Tadeus Reichstein, poljsko-švicarski kemik, nobelovec (* 1897)
- 12. avgust – Viktor Amazaspovič Ambarcumjan, armenski astronom in astrofizik (* 1908)
- 12. september – Franc Sušnik, slovenski botanik (* 1930)
- 13. september – Tupac Amaru Shakur, ameriški raper (* 1971)
- 20. september – Paul Erdős, madžarski matematik (* 1912)
- 29. september – Anton Trstenjak, slovenski psiholog, filozof in teolog (* 1906)
- 30. september – Moneta Sleet, ameriški novinar in fotograf (* 1926)
- 3. oktober – Marjan Stare, slovenski besedilopisec, pesnik, novinar in igralec (* 1932)
- 11. oktober – Lars Valerian Ahlfors, finski matematik (* 1907)
- 31. oktober – Marcel Carné, francoski filmski režiser (* 1906)
- 24. november – Edison Denisov, ruski skladatelj (* 1929)
- 19. december – Marcello Mastroianni, italijanski igralec (* 1924)
- 20. december – Carl Sagan, ameriški astronom in eksobiolog (* 1934)

## Nobelove nagrade
- Fizika: David Morris Lee, Douglas Dean Osheroff, Robert Coleman Richardson
- Kemija: Robert Curl, Sir Harold Kroto, Richard Smalley
- Fiziologija ali medicina: Peter C. Doherty, Rolf M. Zinkernagel
- Književnost: Wisława Szymborska
- Mir: Carlos Felipe Ximenes Belo in José Ramos Horta
- Ekonomija: James Mirrlees, William Vickrey